# Ortodoxa studiebibeln
Ortodoxa studiebibeln (engelska: The Orthodox Study Bible, förkortat OSB) är en östlig ortodox bibel på engelska som publicerades av bokförlaget Thomas Nelson den 31 januari 2008.
Det är en av de mest accepterade och populära biblarna bland östliga ortodoxa kristna. Antalet sidor är 1856.

## Ursprunglig upplaga
Det finns en ursprunglig upplaga av Ortodoxa studiebibeln som enbart innehöll Psaltaren och Nya testamentet. Den gavs ut år 1993.
Den ursprungliga versionen fick dock kritik från en arkimandrit vid namn Ephrem för att ''den kändes mer evangelisk än ortodox''.